# Équipe d'Irlande féminine de rugby à sept
L'équipe d'Irlande féminine de rugby à sept est l'équipe qui représente l'Irlande dans les principales compétitions internationales de rugby à sept au sein des World Rugby Women's Sevens Series et de la Coupe du monde de rugby à sept.

## Histoire

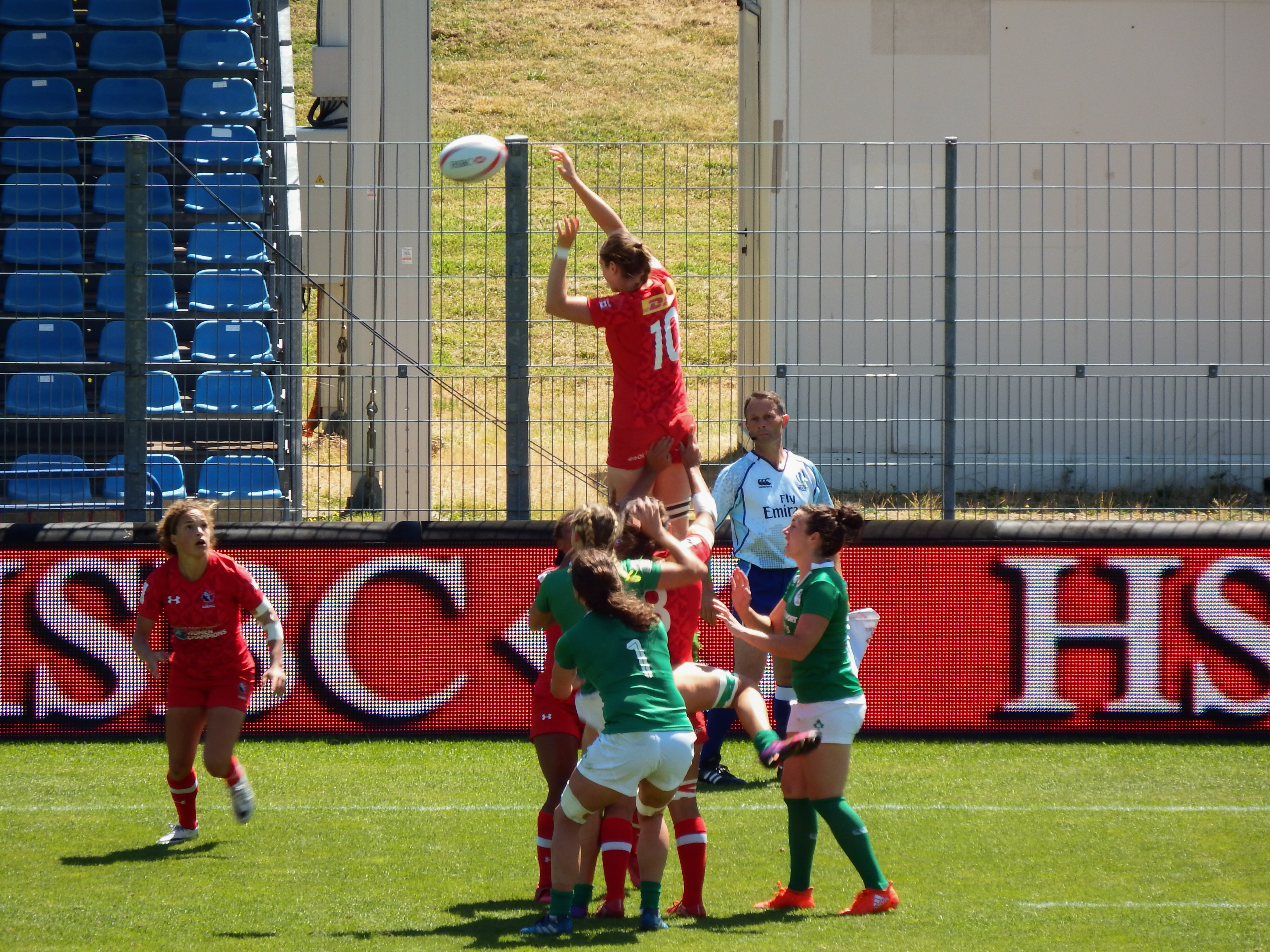
Les Irlandaises participent aux World Sevens Series 2016-2017 en tant qu'équipe permanente, ici lors du tournoi de Clermont-Ferrand.

Alors que s'ouvre la première édition des Women's Sevens World Series pendant la saison 2012-2013 (en), la sélection irlandaise prend part à la compétition en tant qu'équipe invitée pour un des quatre tournois,,.
Pour clore la saison 2014-2015, les Irlandaises sont engagées dans le processus de qualifications pour les Jeux olympiques d'été de 2016. Non qualifiées par l'intermédiaire des Seven's Grand Prix Series, le championnat d'Europe de rugby à sept, elles obtiennent leur place pour le tournoi de repêchage mondial après s'être classées parmi les trois premières équipes du tournoi de repêchage européen. Elles s'inclineront finalement en demi-finale, perdant ainsi toute possibilité de disputer la première édition du tournoi olympique.
Malgré leur échec olympique, l'équipe obtient le statut d'équipe permanente pour les World Sevens Series 2015-2016.
Dans le cadre des Grand Prix Series, les Irlandaises se classent à la 3e place en 2017, derrière les championnes russes et les vice-championnes françaises, ce qui constitue leur meilleure performance jusqu'alors. Elles rééditent la performance l'année suivante.